# Edson Vidigal
Edson Carvalho Vidigal (Caxias, 20 de julio de 1944) es un abogado y político brasileño. Fue presidente del Superior Tribunal de Justicia (STJ) de Brasil entre 2004 y 2006.

## Carrera política
Edson Vidigal trabajó de joven como jornalero. Más tarde fue reportero, jefe de reportaje y director de redacción en periódicos de São Luís. También fue periodista y asesor de prensa en diversos periódicos, como O Globo, Jornal do Brasil y Correio Braziliense.
Fue concejal (1963-1964) de su ciudad natal, Caxias, por el Partido Social Progresista. Fue detenido por el Dictadura militar de 1964. En 1968, se hizo asesor de prensa de la Asamblea Legislativa del Maranhão y, en 1969, asesor del gobernador José Sarney. En 1970, fue candidato a diputado provincial de Maranhão por la Alianza Renovadora Nacional (Arena), pero no fue elegido. Fue diputado federal (1979-1983), elegido en 1978 por Arena, ingresando en el Partido Popular en 1980.

## Carrera Judicial
En 1975, inició el curso de derecho en la Facultad de Derecho de la Universidad Federal del Maranhão, transfiriéndose después para la Universidad de Brasilia, por la cual se formó en 1980.
No siendo reelegido como diputado, abrió oficina de abogacía en Brasilia en 1983. Trabajó ante el Supremo Tribunal Federal y tribunales superiores. También fue procurador judicial del Estado del Espíritu Santo hasta 1985. Con la posesión de José Sarney en la presidencia de la República en 1985, Vidigal fue nombrado asesor especial del Presidente de la República para Asuntos de la Judicatura y del Ministerio Público.
En 1987, fue nombrado por Sarney para el cargo de ministro del Tribunal Federal de Recursos, que fue extinto por la Constitución Federal de 1988, pasando Vidigal a componer el Superior Tribunal de Justicia hasta su jubilación voluntaria en 2006. Con su jubilación, fue sustituido por Herman Benjamin.
En 2006, fue candidato a gobernador del Maranhão por el PSB, terminando en tercer lugar con 387.337 votos (14,26%), detrás de Jackson Lago y de Roseana Sarney.